# Distrito de Jéberos
El distrito de Jéberos es uno de los seis que conforman la provincia de Alto Amazonas, ubicada en el departamento de Loreto en el Nororiente del Perú.
Desde el punto de vista jerárquico de la Iglesia católica forma parte del Vicariato Apostólico de Yurimaguas, también conocido como Vicariato Apostólico de San Gabriel de la Dolorosa del Marañón.

## Límites del Distrito
Limita con los distritos de Cahuapanas, Barranca y Pastaza, en la provincia de Datem del Marañon, los distrito de Lagunas, Santa Cruz, Yurimaguas y Balsapuerto:
Por el norte limita con los distritos de Barranca y Pastaza, provincia de Datem del Marañón, y el distrito de Lagunas:

El límite se inicia en un punto de cota 134 de coordenada UTM 338,8 km E y 9´448,7 km N, continúa en dirección Este por la divisoria de aguas del río Aypena y el río Marañon (tributario: quebrada Porvenir), hasta un punto de coordenada UTM 442,0 km E y 9´436,2 km N. El límite prosigue en dirección Nor Este en línea recta hasta un punto de coordenada UTM 425,0 km E y 9´439,5 km N, continúa en línea recta hasta un punto en el thalweg del río Huallaga de coordenada UTM 426,0 km E y 9´439,5 km N.

Por el sureste limita con los distritos de Lagunas y Santa Cruz:

Del último punto mencionado, el límite continúa en dirección Sur, por el thalweg del río Huallaga hasta un punto en el mismo río de coordenada UTM 426,0 km E y 9´432,2 km N, el límite prosigue por la divisoria de aguas del río Aypena (tributarios: quebrada Shamboyacu y río Zapote) y el río Huallaga (tributario: caño Paranapura), hasta un punto de cota 108 de coordenada UTM 380,7 km E y 9´377,4 km N.

Por el sur limita con los distritos de Yurimaguas y Balsapuerto:

Del último punto mencionado, el límite continúa en dirección Nor Oeste, por la divisoria de aguas del río Aypena (tributario: río Zapote) y el río Huallaga (tributarios: río Zapote, río Paranapura y quebrada Panan), hasta un punto de cota 214 de coordenada UTM 318,1 km E y 9´397,6 km N.

Por el noroeste limita con el distrito de Cahuapanas, provincia de Datem del Marañon.

Del último punto mencionado, el límite continúa en dirección Nor Este por la divisoria de aguas del río Aypena (tributario: río Juracyacu Sarayacu)) y el río Chuapanas (tributario: quebrada Sillay), hasta un punto de cota 134 de coordenadas UTM 338,8 km E y 9´448,7 km N, punto de inicio de la presente descripción.

## Historia
Descubierto en  1640 por el jesuita español Lucas de la Cueva, cuya orden tenía contactos con los Shiwilos desde el año 1638, logrando establecer una misión en la cuenca del río Aypena, conocida como “Limpia Concepción de Jéberos”.
A partir de esta misión los jesuitas prosiguieron la conversión de otras etnias, tanto en el río Marañon y sus afluentes, el Huallaga, el Samiria, Tigre, Ucayali y el Amazonas entre otros.
Jéberos en ese entonces, se convertiría en la Capital de la Comandancia General de Maynas, reemplazando a la insegura Borja, que entra en decadencia, también se le vaticinaba como un excelente foco de irradiación misionera entre los nativos de la familia lingüística Cahuapanas.
El 25 de octubre de 1890, el Congreso de la República aprobó la Ley que traslada la Capital Provincial de Jéberos a Yurimaguas.
Desde que perdió la categoría como Capital Provincial, Jéberos sufrió un rudo golpe en los aspectos: Político social, cultural y económico.
Expediente Técnico de Anexión Territorial de los Centros Poblados de Paraíso, San Felipe y Nueva Alianza, del distrito de Jéberos al Lagunas.

## Geografía humana
En este distrito de la Amazonia peruana habita la etnia Cahuapana con sus dos grupos: El Chayahuita autodenominado Campo Piyapi y el Jébero autodenominado Shiwilu.